# (20787) Mitchfourman
(20787) Mitchfourman est un astéroïde de la ceinture principale d'astéroïdes.

## Description
(20787) Mitchfourman est un astéroïde de la ceinture principale d'astéroïdes. Il fut découvert le 2 septembre 2000 à Socorro (Nouveau-Mexique) par le projet LINEAR. Il présente une orbite caractérisée par un demi-grand axe de 2,27 UA, une excentricité de 0,15 et une inclinaison de 4,8° par rapport à l'écliptique.

## Compléments